# Guillermo Domínguez Toledo
Guillermo Domínguez  (Nerva, provincia de Huelva; 18 de abril de 1958) es un pintor español.

## Biografía
Guillermo Domínguez inició su trayectoria artística en la década de 1980 en el entorno cultural de Nerva. Su primera participación registrada fue en 1982 con motivo del centenario del nacimiento de Vázquez Díaz, en una exposición celebrada en Nerva.
Empadronado en Nerva, aunque residente en Río Tinto.

## Exposiciones
- 1982, Centenario Vázquez Díaz, Nerva, Huelva.
- 1984, 1985, 1986… Exposiciones Colectivas Certamen José María Labrador, Nerva, Huelva.
- 1987, Exposición en la Biblioteca Municipal de Nerva, Huelva.
- 1988, Exposición en la Biblioteca Municipal de Nerva, Huelva.
- 1991, Exposición en el Club Inglés de Bellavista, Riotinto, Huelva.
- 1992, Exposición en el Círculo Comercial, Nerva, exposición en el Club Inglés de Bellavista, Riotinto, Huelva.
- 1993, Sala de Exposiciones El Coto, Matalascañas, Huelva.
- 1995, Exposición Pintores de Nerva en la Sala del Apeadero del Real Alcázar de Sevilla. Son tres generaciones de artistas de prestigio: Fontenla, José María Labrador, Monís Mora, Rosil, Adolfo Morales, Hermenegildo Sutilo, Roldán, Pascual, Alcaide, Rosario Moreno, Llordén, Manolo Vázquez, Rodríguez Luengo, Alberto Vázquez, Díaz-Oliva, Mario León, Antonio León, Pascual Sorribas, Juan Barba, Martín Gálvez, Rocío Palomares, Juan Moya con la presentación extraordinaria del cuadro Chico de Nerva, 1897, de Vázquez Díaz, que pasa de estar en el Museo de Arte contemporáneo al Museo Vázquez Díazde su tierra Nerva. Exposición en el Círculo Comercial, Nerva.
- 1997, Galería de Huelva Información, Huelva.
- 1999, Exposición en el Círculo Comercial, Nerva.
- 2000, Sala de Exposiciones José Caballero, Punta Umbría, Huelva.
- 2004, Exposición en el Círculo Comercial, Nerva.
- 2005, Sala de Exposiciones Isla Chica El Monte, Caja de Huelva y Sevilla.
- 2006, Sala de Exposiciones del Ayuntamiento de Marbella, Málaga.
- 2007, Exposición El Pintor en su Estudio, Museo Vázquez Díaz, Nerva, Huelva.
- 2009, Exposición Círculo Comercial Nerva, Huelva.